# Beer Bad
Beer Bad es el quinto episodio de la cuarta temporada de Buffy the Vampire Slayer. Fue nominado a un EMMY por Maquillaje Destacado para una Serie.

## Argumento
Buffy rescata a Parker de cinco vampiros. Este Parker, agradecido, le dice que quiere compensarla y entonces Buffy se despierta en medio de la clase de la doctora Walsh.
Xander es ahora el nuevo camarero del pub de la universidad, trabajo que ha conseguido con un carné falso. Buffy acude al pub por la noche y espiando a Parker tropieza con Riley, echándole la cerveza encima. Riley intenta mantener una conversación con ella, pero Buffy sólo tiene ojos para Parker, que está con otra chica.
Buffy no es la única que lo está pasando mal. Un chico de la universidad le recuerda a Xander que pertenece a la clase baja y mientras Buffy intenta contarle sus problemas con Parker son interrumpidos por el jefe de Xander. Un grupo de chicos consigue que Buffy se tome unas cervezas con ellos. Mientras, en el Bronze, Oz se siente atraído por la cantante, Veruca, en la que había reparado anteriormente en la facultad, Willow lo nota.
Al día siguiente Buffy se comporta de forma muy extraña y Willow está resentida porque Veruca la llamó grupie. En clase de la Dra. Walsh, Buffy le arrebata un bocadillo a una compañera provocando la preocupación de Willow. Buffy se reúne con los chicos de la noche anterior para beber más cerveza. Oz invita a Willow a ir por la noche a escuchar al grupo de Veruca pero ella rechaza la oferta. Buffy se comporta cada vez de forma más rara pidiéndole más cerveza a Xander, quien la obliga a irse. Al final de la noche, el resto de los chicos está en un estado primitivo, pero Xander consigue librarse de ser atacado asustándoles con el mechero. Xander descubre que el dueño del bar echa algo a la cerveza, aunque los efectos sean pasajeros. Los trogloditas campan por la ciudad causando problemas a su paso.
Willow va a hacer una visita a Parker, quien intenta el rollo sensible con ella, pero lo único que recibe es una buena reprimenda por ser un caradura. Justo al terminar aparecen los trogloditas, que dejan a Willow inconsciente y provocan un incendio.
Xander acude a Giles en busca de ayuda. Cuando llegan a la habitación de Buffy la encuentran convertida en una troglodita. Buffy se les escapa para ir a buscar más cerveza, pero huele el humo y a pesar de su estado se las apaña para salvar a Willow y a Parker, al que obsequia con un golpe en la cabeza. Parker le da las gracias a Buffy por haberle salvado y le pide perdón, recibiendo a cambio otro golpe en la cabeza.

### Análisis
Cerveza mala, título en español, está escrito con una clásica estructura — el sueño de Buffy — que enfatiza su desarrollo; golpear a Parker con un palo al final del episodio cuando le pide perdón es tomado como justicia poética. El productor Doug Petrie dice, a pesar de la reacción intensamente negativa de los aficionados a la serie que veían como Buffy «sucumbía a las fuerzas del mal» y era tratada tan mal por Parker, tenían que aguantar hasta este episodio porque no querían «que encontrara su propia fortaleza inmediatamente en ese nuevo escenario.»
Sin emgargo, lo más llamativo de Beer Bad es la pareja moral: Cerveza y promiscuidad son malos para ti. En una entrevista para la BBC, Petrie dijo: «Bien, mucha gente joven tienen acceso ilimitado al alcohol y ¡puede ser horrible! Todos lo hacemos — o la mayoría de nosotros — y vivimos para lamentarlo, queríamos explorar eso.»

## Reparto

### Personajes principales
- Sarah Michelle Gellar como Buffy Summers.
- Nicholas Brendon como Xander Harris.
- Alyson Hannigan como Willow Rosenberg.
- Seth Green como Oz.
- Anthony Stewart Head como Rupert Giles.

### Apariciones especiales
- Marc Blucas como Riley Finn.
- Adam Kaufman como Parker Abrams.
- Paige Moss como Veruca.
- Eric Matheny as Colm.
- Stephen M. Porter como Jack-El camarero.
- Lindsay Crouse como Maggie Walsh.

### Personajes secundarios
- Kal Penn como Hunt.
- Jake Phillips como Kip.
- Bryan Cupprill como Roy.
- Lisa Johnson como Paula.
- Joshua Wheeler como Driver.
- Patrick Belton como Universitario #1.
- Kaycee Shank como Universitario  #2.
- Steven Jang como Universitario  #3.
- Cameron Bender como Stoner.
- Kate Luhr como Joven mujer.

## Producción

### Recepción
Este episodio es considerado por algunos fanes de Buffy como el peor de la serie.
Un análisis de BBC se quejó por su «puritanismo americano» y Slayage criticó al autor del guion Tracy Forbes por llevar un mensaje en una serie conteniendo un «subtexto tan feminista.»
Sin embargo, Todd Hertz de Christianity Today utilizó el episodio como un ejemplo de la honestidad de la serie al representar las consecuencias.

### Música
- Ash - «I'm Gonna Fall»
- Collapsis - «Wonderland»
- Gale Music - «Some people say»
- Kim Ferron - «Nothing But You»
- Luscious Jackson - «Ladyfingers» (Remix)
- Luscious Jackson - «Ladyfingers»
- Paul Trudeau - «I Can't Wait»
- Paul Trudeau - «It Feels Like I'm Dyin' Inside»
- Smile - «The Best Years»
- T.H.C. - «Overfire»

## Continuidad
Aquí se presentan los hechos que o bien influyen en la cuarta temporada exclusivamente, o bien que viniendo de episodios anteriores influyen en este. Y por último, acontecimientos que ocurren en estw episodio que influyen en las demás temporadas o en alguna otra temporada.

### Para la cuarta temporada
- Oz parece sentirse atraído de alguna forma por Veruca.